# NVVH Vrouwennetwerk
Het NVVH Vrouwennetwerk (tot 2005 bekend als Nederlandse Vereniging van Huisvrouwen)  is een Nederlandse organisatie voor vrouwen. De doelstellingen zijn:
- Het behartigen van de belangen van de vrouw in de maatschappij.
- Het bevorderen van de emancipatie van haar leden door activiteiten op het gebied van vorming, ontwikkeling en creativiteit.
- Het stimuleren van de participatie van de vrouw als volwaardig lid van de samenleving.
- Het opkomen voor de belangen van de consument in de breedst mogelijke zin.

## Geschiedenis
De organisatie werd op 17 december 1912 opgericht als Nederlandsche Vereeniging van Huisvrouwen. Initiatiefnemers waren Anna Polak en Marie Heinen, respectievelijk directrice en adjunct-directrice van het Nationaal Bureau voor Vrouwenarbeid.
Doel was ten tijde van de oprichting de behartiging der belangen van de Nederlandse huisvrouwen. De indruk bestond vaak dat huisvrouw geen beroep was; werkende vrouwen waren inmiddels vertegenwoordigd, maar er bestond behoefte aan een vereniging voor belangenbehartiging van huisvrouwen. De vereniging groeide uit tot een landelijke vrouwen-, consumenten- en vakorganisatie.
In 2005 heeft de vereniging haar naam veranderd in NVVH Vrouwennetwerk, omdat men de oude naam oubollig vond.

### Keurmerk
Om de strijd aan te gaan tegen ondeugdelijke huishoudelijke producten, richtte de NVVH in 1926 het 'Instituut tot Voorlichting bij Huishoudelijke Arbeid (IVHA) op. Gelijktijdig hiermee werd het NVVH-keurmerk ingevoerd. Vanaf 1926 liet de vereniging talloze producten testen en gaf daar eventueel haar keurmerk aan: "Goedgekeurd door de Nederlandse Vereniging van Huisvrouwen". 
In de jaren 60 van de 20e eeuw werd het instituut ondergebracht in een zelfstandige stichting. Hieruit is de Stichting Keurmerkinstituut Konsumentenprodukten ontstaan, en in 1998 het Keurmerkinstituut.